# Темелек (Калифорнија)
Темелек (енгл. Temelec) насељено је место без административног статуса у америчкој савезној држави Калифорнија.

## Демографија
По попису из 2010. године број становника је 1.441, што је 115 (-7,4%) становника мање него 2000. године.
| Група             | 2000.         | 2010.         |
| Белци             | 1.464 (94,1%) | 1.314 (91,2%) |
| Афроамериканци    | 1 (0,1%)      | 4 (0,3%)      |
| Азијати           | 27 (1,7%)     | 31 (2,2%)     |
| Хиспаноамериканци | 41 (2,6%)     | 68 (4,7%)     |
| Укупно            | 1.556         | 1.441         |